# Blandy-les-Tours

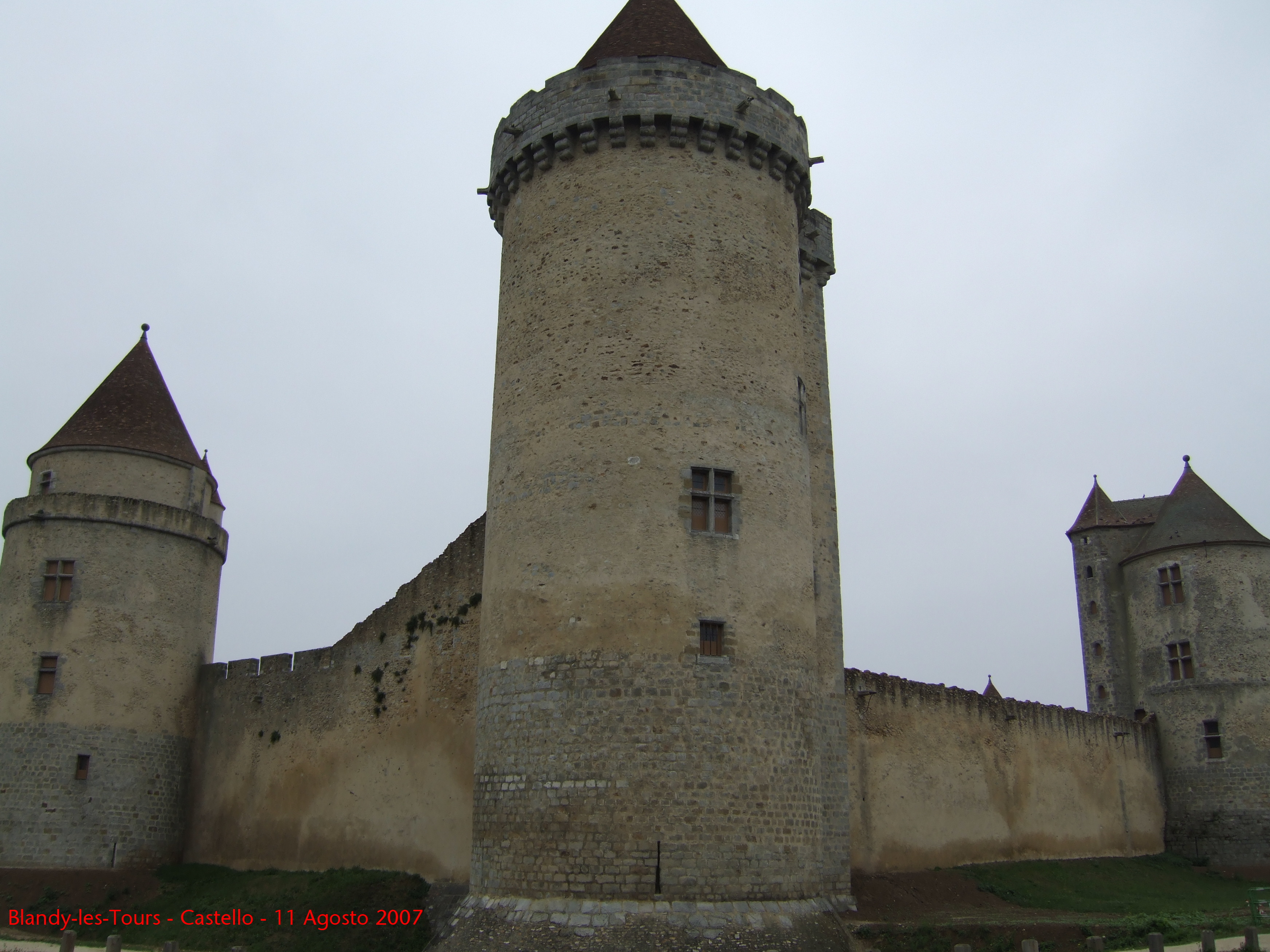
Il castello di Blandy-les-Tours

Blandy-les-Tours è un comune francese di 800 abitanti situato nel dipartimento di Senna e Marna nella regione dell'Île-de-France.

## Società

### Evoluzione demografica
Abitanti censiti